# Dinoderus ocellaris
Dinoderus ocellaris là một loài bọ cánh cứng trong họ Bostrichidae. Loài này được Stephens miêu tả khoa học năm 1830.

## Hình ảnh

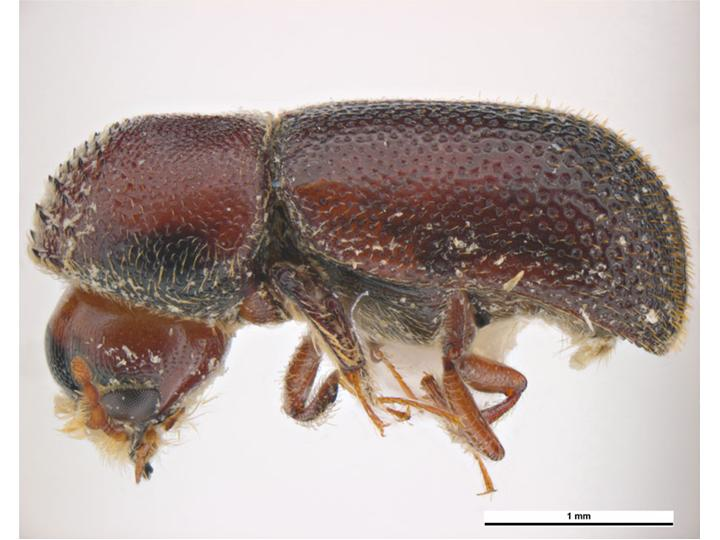